# Frare de Kisar
El frare de Kisar (Philemon kisserensis) és un ocell de la família dels melifàgids (Meliphagidae).

## Hàbitat i distribució
Habita els boscos de Kisar, Leti i Moa, a les illes Petites de la Sonda.